# Rajabe
Rajabe ou Rajab (árabe: رجب ) é o sétimo mês do calendário islâmico com 30 dias. 
O calendário islâmico é um calendário lunar, começando cada mês com o registo visual da lua nova. Uma vez que o calendário islâmico é cerca de 11 ou 12 dias mais curto que o calendário solar, o mês de Rajab acaba por passar por todas as estações do ano. 
O período correspondente ao início e fim deste mês no calendário gregoriano para o atual ano islâmico é: 
| Ano (calendário islâmico) | Ano (calendário gregoriano) | Rajabe                          |
| ------------------------- | --------------------------- | ------------------------------- |
| 1444                      | 2023                        | 22 de janeiro a 20 de fevereiro |